# بول جانيت
بول جانيت (بالفرنسية: Paul Janet)‏، كاتب وفيلسوف وأستاذ جامعي فرنسي، من مواليد 30 أبريل 1823 بالعاصمة الفرنسية باريس. سار على تقليد الانتقائية الروحية لفكتور كوزان وجعل من التأمل في الذات وسيلة البلوغ إلى الحقائق الميتافيزيقية. من مؤلفاته: «الأخلاق» سنة 1874، وعلم النفس والميتافيزيقا سنة 1897. توفي بول جانيه في الرابع من أكتوبر لعام 1899 بباريس.